# راباتاك
راباتاك هي بلدة في مقاطعة بخارى في ولاية بخارى في أوزبكستان.